# Jean Cavalier
Jean Cavalier (em occitano: Joan Cavalier, 28 de novembro de 1681 - 17 de maio de 1740) foi um dos principais líderes dos Camisards, calvinistas franceses de Cevenas que iniciaram uma revolta durante o reinado de Luís XIV.

## Biografia
Nasceu em Mas Roux, um pequeno hamlet na comuna de Ribaute, perto de Anduze em Gard, sul da França. Filho de Antoine Cavalier, um camponês analfabeto que foi forçado pela perseguição a se tornar um católico romano, juntamente com sua família. Foi criado na fé protestante por sua mãe, Élisabeth Granier. Em sua infância ele tornou-se um pastor, e aos vinte anos, foi aprendiz de um padeiro. Ameaçado de processo por suas opiniões religiosas, ele foi para Genebra, onde passou o ano de 1701, retornou à Cevenas na véspera da rebelião dos Camisards, que devido ao assassinato do abade de Chaila em Le Pont-de-Montvert na noite de 24 de julho de 1702 elevou o padrão da revolta. Alguns meses mais tarde ele se tornou o líder dos Camisards. Ele mostrou-se possuído de um gênio extraordinário para a guerra, e o Marechal Villars rendeu-lhe um elogio dizendo que era tão corajoso no ataque como era prudente em retirada, e que devido ao seu extraordinário conhecimento do país, ele mostrou no comando de suas tropas uma habilidade tão grande quanto a dos mais hábeis oficiais. Em um período de dois anos, ele conteve o Conde Victor Maurice de Broglie e o Marechal Montrevel, estes generais de Luís XIV, e também participou de uma das mais terríveis guerras partidárias da história francesa.

## Guerrilha
Organizou as forças Camisard e manteve a disciplina mais severa. Como um orador, derivou sua inspiração dos profetas de Israel, e levantou o entusiasmo de seus rudes montanhistas em um nível tão alto que eles estavam prontos para morrer com seu jovem líder em prol da liberdade de escolha de religião. Cada batalha aumentava o terror do seu nome. No Natal de 1702, ele realizou uma ousada assembleia religiosa nas proximidades de Alès, e pôs em fuga a milícia local que veio para atacá-lo. Em Vagnas, no dia 10 de fevereiro de 1703, ele derrotou as tropas reais, mas, derrotado, por sua vez, foi obrigado a encontrar segurança em retirada. Mas ele reapareceu, foi novamente derrotado na Tour de Billot (30 de abril), e novamente se recuperou, os recrutas reuniram-se a ele para preencher os lugares dos que foram mortos. 
Pelo sucesso obtido, ele elevou sua reputação ao mais alto grau, e ganhou a total confiança do povo. Foram em vão as medidas mais rigorosas adotadas contra os Camisards. Cavalier ousadamente levou a guerra para a planície, fez represálias terríveis, e ameaçou até  mesmo Nîmes. Em 16 de abril de 1704, ele deparou-se com o Marechal Montrevel na ponte de Nages, com 1 000 homens contra 5 000, e, embora derrotado após um conflito desesperado, ele fez uma bem sucedida retirada com dois terços de seus homens. Foi nesse momento que o Marechal Villars, desejando acabar com a terrível luta, abriu negociações e Cavalier foi induzido a participar de uma conferência na Pont d'Avne perto de Alès em 11 de maio de 1704, e, em 16 de maio, fez a apresentação em Nîmes. As negociações, com o mais orgulhoso monarca na Europa, continuaram, mas Cavalier não era visto como um rebelde, mas como líder de um exército que tinha travado uma guerra honrosa. Luís XIV deu-lhe uma patente de coronel, que Villars apresentou-lhe pessoalmente, e uma pensão de 1 200 libras. Ao mesmo tempo, ele autorizou a formação de um regimento Camisard para servir na Espanha sob o seu comando.
Antes de deixar Cevenas pela última vez, Cavalier foi para Alès e Ribaute, seguido por uma multidão. Mas Cavalier não tinha sido capaz de obter a liberdade de escolha de religião, e seus Camisards quase se revoltaram contra ele, reprovando-o pelo que chamaram de sua traiçoeira deserção. Em 21 de junho de 1704, com uma centena de Camisards que ainda era fiel a ele, partiu de Nîmes e chegou em Neu-Brisach (Alsácia), onde era para ser esquartejado. De Dijon ele foi para Paris, onde Luís XIV deu-lhe audiência e ouviu a sua explicação sobre a revolta de Cevenas. De volta à Dijon, temendo ser preso na fortaleza de Neu-Brisach, ele fugiu com sua tropa para perto de Montbéliard e refugiou-se em Lausanne.
Mas ele gostava muito da carreira de soldado para abandonar as armas. Ele ofereceu seus serviços ao duque de Savoy, e com os seus Camisards fez guerra no Val d'Aosta. Depois da paz, Cavalier viajou para a Inglaterra, onde formou um regimento de refugiados que participou da expedição espanhola sob o comando do conde de Peterborough e de Cloudesley Shovell em maio de 1705.  Na batalha de Almansa, os Camisards encontraram forte resistência por parte do regimento francês, e sem disparos, os dois exércitos avançaram um sobre o outro. Cavalier escreveu mais tarde (10 de julho de 1707):. "O único consolo que resta para mim é que o regimento do qual eu tive a honra de comandar nunca olhou para trás, mas vendeu caro a sua vida no campo de batalha. Eu lutei enquanto meus homens estiveram ao meu lado e até que os inimigos me derrotassem, perdi também uma imensa quantidade de sangue de uma dúzia de feridas que eu recebi." Marechal Berwick sempre falava sobre esse trágico acontecimento com visível emoção. 
Em seu retorno à Inglaterra uma pequena pensão foi-lhe oferecida e ele se instalou em Dublin, onde publicou Memoirs of the Wars of the Cévennes under Col. Cavalier, escrito em francês e traduzido para o inglês com uma dedicação a John Carteret (1726). Embora Cavalier tenha recebido ajuda na publicação das Memórias, também é certo que ele forneceu os materiais, e que seu trabalho é a fonte mais valiosa para a história da sua vida. Cavalier foi promovido general em 27 de outubro de 1735, e em 25 de maio de 1738 foi nomeado Vice-Governador de Jersey. Escrevendo no ano seguinte (26 de agosto de 1739), ele diz: "Eu estou sobrecarregado e cansado, vou para a Inglaterra descansar, de modo a estar em condições adequadas para a guerra contra os espanhóis se eles rejeitarem os conselhos de prudência ". Foi promovido ao posto de major-general em 2 de julho de 1739. Cavalier morreu em Chelsea no dia 17 de maio de 1740 e está sepultado em um cemitério do subúrbio a oeste de Londres (e não em Dublin, no cemitério reservado aos refugiados franceses).
Há uma história que o representa como o afortunado rival de Voltaire para a mão de Olympe, filha de Madame Dunoyer, autor de Lettres galantes. Durante a sua estada na Inglaterra, ele casou-se com a filha do capitão de Ponthieu e de Marguerite de la Rochefoucauld, refugiados vivendo em Portarlington. Malesherbes, o corajoso defensor de Luís XVI de França, tem o seguinte testemunho eloquente deste jovem herói de Cevenas: "Eu confesso", diz ele, "que este guerreiro, que, sem nunca ter servido, encontrou nele mesmo o simples dom da natureza para se tornar um grande general, este Camisard que foi ousado para punir um crime na presença de uma tropa feroz, tropa esta que se manteve por pequenos crimes—este camponês rude que, quando admitido aos 20 anos de idade na sociedade de  pessoas cultas, imitou seus modos e conquistou o seu amor e estima, este homem que, embora acostumado a uma vida tempestuosa, e tendo causa justa para se orgulhar de seu sucesso, tinha ainda bastante filosofia nele, por natureza, para desfrutar por 35 anos uma tranquila vida privada, parece-me ser um dos raros personagens a ser encontrado na história."